# 高砂松子
高砂 松子（たかさご まつこ、本名：平松壽子、旧姓：稲垣、1900年（明治33年）1月17日 - 1961年（昭和36年）10月8日）は元宝塚少女歌劇団花組男役の人物である。鳥取県東伯郡倉吉町（現・倉吉市）。出身。妹は神代錦である。初代春日花子、沖津浪子と共に『宝塚の三幅對』と呼ばれた。

芸名は小倉百人一首の第34番：藤原興風の
から命名された。

## 略歴
- 1915年、3期生として、宝塚少女歌劇団（現在の宝塚歌劇団）に入団[7]。

- 1921年9月、公演が一部と二部から花組と月組に改称された際には、事実上、花組の初代組長だった[8]。

- 1925年、宝塚少女歌劇団を退団[7]。

## 宝塚少女歌劇団時代の主な舞台
- 『アンドロクレスと獅子』（1917年3月20日 - 5月20日、宝塚歌劇場(パラダイス劇場)）
- 『リザール博士』（1917年7月20日 - 8月31日、宝塚歌劇場(パラダイス劇場)）
- 『下界』（1917年10月20日 - 11月30日、宝塚歌劇場(パラダイス劇場)）
- 『鼠の引越』（1918年1月1日 - 1月20日、宝塚歌劇場(パラダイス劇場)）
- 『一寸法師』『新世帶』（1918年3月20日 - 5月20日、宝塚歌劇場(パラダイス劇場)）
- 『鼎法師』『お蠶祭』（1918年10月20日 - 11月30日、宝塚歌劇場(パラダイス劇場)）
- 『啞女房』『鷽替』（1919年1月1日 - 1月20日、宝塚歌劇場(パラダイス劇場)）
- 『こだま』『家庭敎師』（1919年3月20日 - 5月20日、宝塚新歌劇場(公會堂劇場)）
- 『女醫者』（1919年10月20日 - 11月30日、宝塚新歌劇場(公會堂劇場)）
- 『文福茶釜』（1920年1月1日 - 1月20日、宝塚新歌劇場(公會堂劇場)）
- 『酒の行兼』（1920年3月20日 - 5月20日、宝塚新歌劇場(公會堂劇場)）
- 『八犬傳』『正直者』（1920年7月20日 - 8月31日、宝塚新歌劇場(公會堂劇場)）
- 『灰酒』（1920年10月20日 - 11月30日、宝塚新歌劇場(公會堂劇場)）
- 『新道成寺』（1921年1月1日 - 1月20日、宝塚新歌劇場(公會堂劇場)）
- 『隅田川』（1921年7月20日 - 8月31日、公會堂劇場）
- 『カインの殺人』『戀の老騎士』（花組）（1921年10月20日 - 11月30日、第二歌劇場）
- 『鬼酒』（花組）（1922年4月30日 - 5月31日、宝塚新歌劇場(公會堂劇場)）
- 『牧神の戯れ』『龜山のゝ兵衛』（花組）（1922年8月1日 - 9月10日、宝塚新歌劇場(公會堂劇場)）
- 『燈籠大臣』（花組）（1922年11月1日 - 12月1日、宝塚新歌劇場(公會堂劇場)）
- 『清水詣』『呉服穴織』（花組）（1923年1月1日 - 1月20日、宝塚新歌劇場(公會堂劇場)）
- 『龍井寺由來』（花組）（1923年4月11日 - 5月10日、宝塚新歌劇場(中劇場)）
- 『笛争ひ』（花組）（1923年7月10日 - 8月19日、宝塚新歌劇場(中劇場)）
- 『古柳の嘆き』（花組）（1924年1月1日 - 1月31日、宝塚新歌劇場(中劇場)）
- 『昔噺帝釋天』『學生通辯』（花組）（1924年5月1日 - 5月21日、宝塚新歌劇場(中劇場)）
- 『カチカチ山』『小さき夢』（月・花組）（1924年7月19日 - 9月2日、宝塚大劇場）
- 『瓢明神繪巻』『エミリーの嘆き』（花組）（1924年11月1日 - 11月30日、宝塚大劇場）
- 『陰雨』『かいまみ少將』（花組）（1925年6月1日 - 6月30日、宝塚大劇場）